# Tetefortina curta
Tetefortina curta är en insektsart som beskrevs av Marius Descamps 1964. Tetefortina curta ingår i släktet Tetefortina och familjen Euschmidtiidae. Inga underarter finns listade i Catalogue of Life.